# سن-کریستوف-دارتاباسکا، کبک
سَن-کریستوف-دارتاباسکا (به فرانسوی: Saint-Christophe-d'Arthabaska) قصبه‌ای در منطقه شهری آرتاباسکا ناحیه سانتر-دو-کبک در استان کبک کانادا است. در سرشماری سال ۲۰۱۱ این قصبه ۲٬۵۴۱ نفر جمعیت داشته‌است و مساحت آن ۷۴٫۸۷ کیلومتر مربع است.